# Orcuttia viscida
Orcuttia viscida là một loài thực vật có hoa trong họ Hòa thảo. Loài này được (Hoover) Reeder mô tả khoa học đầu tiên năm 1980.